# Cuatro Torres Business Area

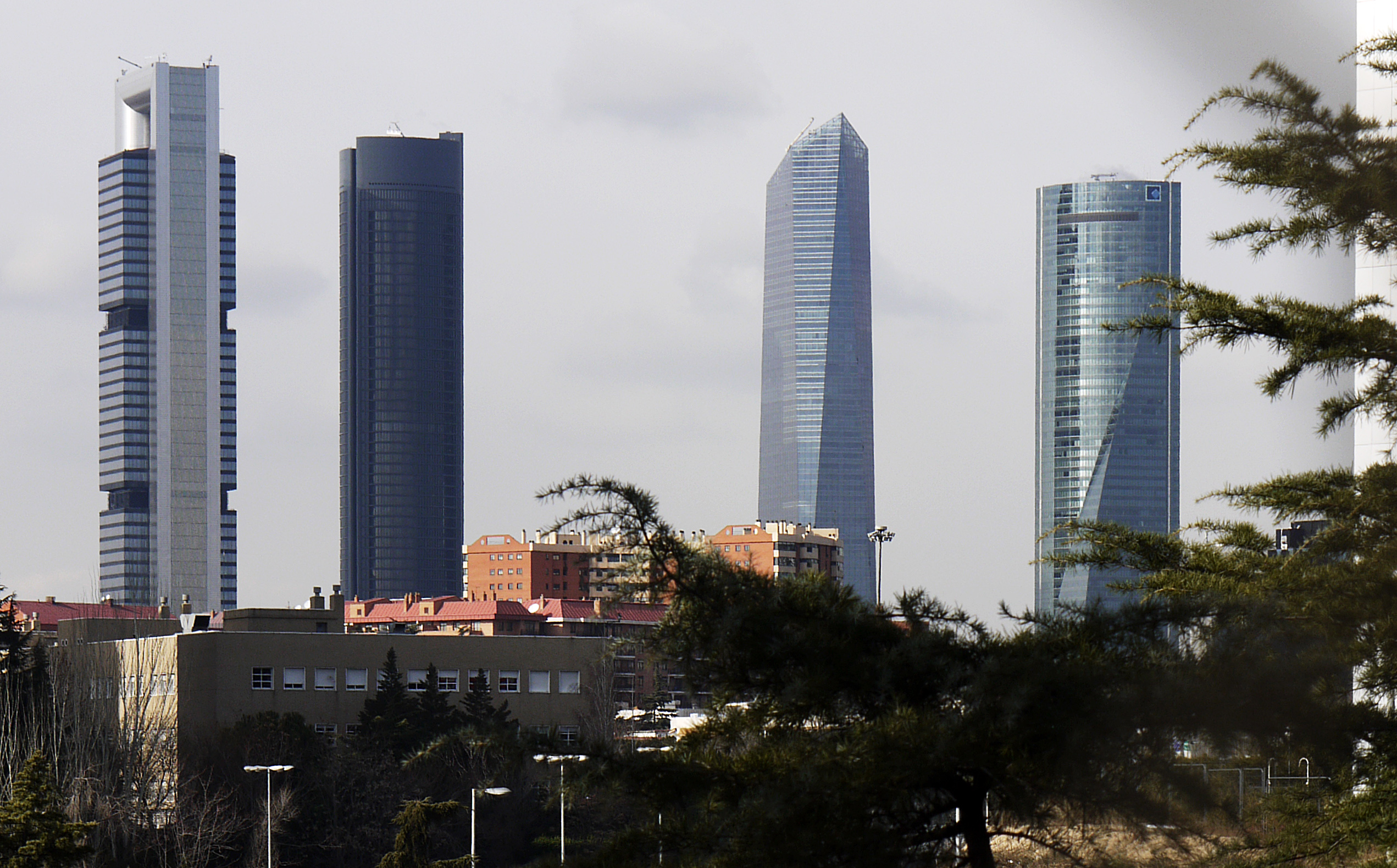
Cuatro Torres Business Area

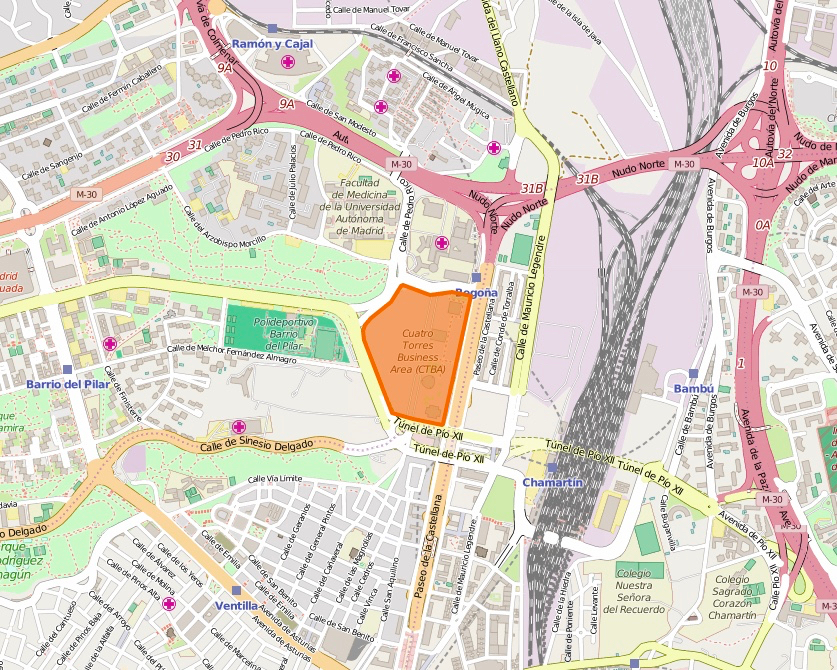
Mapa umístění

Cuatro Torres Business Area (nebo CTBA, dříve nazývaný Arena Madrid) je obchodní čtvrť nacházející se v obvodu Fuencarral – El Pardo ve španělském Madridu. Obchodní čtvrť se skládá ze čtyř mrakodrapů, nejvyšších španělských budov, Torre Caja Madrid, Torre de Cristal, Torre Sacyr Vallehermoso a Torre Emperador Castellana (původní název Torre Espacio). Torre Caja Madrid je s 250 metry nejvyšší budovou Španělska.
| Číslo | Název                      | Výška | Počet pater | Rok dokončení |
| ----- | -------------------------- | ----- | ----------- | ------------- |
| 1     | Torre Caja Madrid          | 250 m | 45          | 2009          |
| 2     | Torre de Cristal           | 249 m | 52          | 2008          |
| 3     | Torre Sacyr Vallehermoso   | 236 m | 52          | 2008          |
| 4     | Torre Emperador Castellana | 224 m | 57          | 2007          |